# تاتسویا آی
تاتسویا آی (انگلیسی: Tatsuya Ai؛ زادهٔ ۱۷ آوریل ۱۹۶۸) بازیکن فوتبال اهل ژاپن است.
از باشگاه‌هایی که در آن بازی کرده‌است می‌توان به باشگاه فوتبال یوکوهاما مارینوس اشاره کرد.